# Latibex All Share
Le FTSE Latibex All Share est un indice boursier de la bourse de Madrid. Il se compose de 30 des principales capitalisations boursières d'Amérique latine.

## Composition
Au 7 juillet 2011, le FTSE Latibex All Share se composait des titres suivants:
| Symbole  | Société                              | Poids indiciel | Secteur                    | Pays      |
| -------- | ------------------------------------ | -------------- | -------------------------- | --------- |
| XALFA SM | Alfa                                 | 0.89 %         | Industrie                  | Mexique   |
| XAMXL SM | America Movil                        | 12.38 %        | Télécommunications         | Mexique   |
| XBBDC SM | Banco Bradesco                       | 8.55 %         | Finance                    | Brésil    |
| XBCH SM  | Banco de Chile                       | 0.55 %         | Finance                    | Chili     |
| XBFR SM  | BBVA Banco Francés                   | 0.12 %         | Finance                    | Argentine |
| XBRK SM  | Braskem                              | 0.8 %          | Matériaux                  | Brésil    |
| XBRPO SM | Bradespar                            | 0.22 %         | Matériaux                  | Brésil    |
| XBRPP SM | Bradespar                            | 1.32 %         | Matériaux                  | Brésil    |
| XCMIG SM | Companhia Energetica de Minas Gerais | 1.69 %         | Services aux collectivités | Brésil    |
| XCOP SM  | Companhia Paranaense de Energia      | 0.74 %         | Services aux collectivités | Brésil    |
| XEKT SM  | Grupo Elektra                        | 0.98 %         | Consommation cyclique      | Mexique   |
| XELTB SM | Centrais Eletricas Brasileiras       | 0.96 %         | Services aux collectivités | Brésil    |
| XELTO SM | Centrais Eletricas Brasileiras       | 0.93 %         | Services aux collectivités | Brésil    |
| XENI SM  | Enersis                              | 1.3 %          | Services aux collectivités | Chili     |
| XEOC SM  | Empresa Nacional de Electricidad     | 1.35 %         | Services aux collectivités | Chili     |
| XGEO SM  | Corporación Geo                      | 0.28 %         | Consommation cyclique      | Mexique   |
| XGGB SM  | Gerdau                               | 1.76 %         | Matériaux                  | Brésil    |
| XGMD SM  | Grupo Modelo                         | 0.9 %          | Consommation non cyclique  | Mexique   |
| XGSUR SM | Grupo de Inversiones Suramericana    | 1.09 %         | Finance                    | Colombie  |
| XNOR SM  | Grupo Financiero Banorte             | 1.79 %         | Finance                    | Mexique   |
| XPBR SM  | Petroleo Brasileiro                  | 13.72 %        | Énergie                    | Brésil    |
| XPBRA SM | Petroleo Brasileiro                  | 18.52 %        | Énergie                    | Brésil    |
| XSARE SM | Sare Holding                         | 0.02 %         | Consommation cyclique      | Mexique   |
| XTMXL SM | Telefonos de Mexico                  | 1.34 %         | Télécommunications         | Mexique   |
| XTZA SM  | TV Azteca                            | 0.2 %          | Consommation cyclique      | Mexique   |
| XUSI SM  | Usinas Siderurgicas de Minas Gerais  | 0.99 %         | Matériaux                  | Brésil    |
| XUSIO SM | Usinas Siderurgicas de Minas Gerais  | 0.67 %         | Matériaux                  | Brésil    |
| XVALO SM | Vale SA                              | 11.9 %         | Matériaux                  | Brésil    |
| XVALP SM | Vale SA                              | 13.66 %        | Matériaux                  | Brésil    |
| XVOLB SM | Volcan Cia Minera                    | 0.41 %         | Matériaux                  | Pérou     |